# Turn the Page
«Turn the Page» —en español: «Da vuelta a la página»— es una canción publicada originalmente por el músico de rock y compositor Bob Seger en su álbum Back in '72 de 1973. Nunca fue lanzado como sencillo pero una versión en vivo fue incluida en su álbum Live Bullet de 1976 convirtiéndose en un pilar de las estaciones de radio Album oriented rock, y aún se mantiene entre las favoritas de las estaciones de radio de rock clásico.

## Inspiración
"Turn the Page" trata sobre las subidas y bajadas emocionales y sociales de la vida de un músico de rock en la carretera. Seger escribió la canción en 1972 mientras estaba de gira con Teegarden & Van Winkle. El baterista David Teegarden (de Teegarden & Van Winkle y más tarde de la banda Silver Bullet) recuerda:

Habíamos estado tocando en algún lugar del Medio Oeste, o la frontera norte, en nuestro camino hacia Dakota del Norte o del Sur.[El guitarrista] Mike Bruce estaba con nosotros. Habíamos estado viajando toda la noche desde Detroit para dar este concierto, conduciendo a través de una tormenta de nieve cegadora. Probablemente eran las tres de la mañana. Mike decidió que era hora de echar gasolina. Estaba frenando para salir de la autopista cuando vio una parada de camiones. Todos teníamos el pelo muy largo por aquel entonces - era la época hippie - y Skip, Mike y Bob se habían recogido todo el pelo dentro de sus sombreros. Tenías que tener cuidado en carreteras así, porque te podían excluir. Cuando entré, había unos cuantos camioneros haciendo comentarios - "¿Es eso una chica o un hombre?" Yo estaba furioso, esos tíos se estaban partiendo el culo de su gran broma. La noche siguiente, después del concierto - Creí que había sido Mitchell -  Seger dijo: "Hey, he estado trabajando un poco en esta canción, tengo una nueva frase para ella." La tocó en la guitarra acústica, y estaba la siguiente frase: "Oh, the same old cliches / Is that a woman or a man?" Era "Turn the Page."
Tom Weschler, entonces Director de gira de Seger, recuerda el mismo incidente:

"Turn the Page", la gran canción de Bob, apareció en el 72, mientras nos dirigíamos a un concierto. Creo que estábamos en Dubuque, Iowa, en invierno y nos detuvimos en un restaurante. Destacábamos cuando entrábamos en masa a una tienda, a una gasolinera o a un restaurante. Este restaurante era particularmente luminoso por dentro, por lo que no había rincones oscuros para ocultarse. Todos estos tíos lugareños nos miraban como: "¿Quienes son estos tíos? ¿Es una mujer o un hombre?" - al igual que en la canción. ... Ese fue un incidente, pero hubo muchos otros en el camino que llevaron a Seger a escribir esa canción.

Mientras estaba de gira en Milwaukee, el 16 de noviembre de 2006 la promoción de su decimosexto álbum de estudio el mismo Seger dijo: "Escribí esta canción en 1972 en una habitación de hotel en Claire, Wisconsin," antes de tocar la canción.

## Instrumentación
Tanto en la versión de estudio como en versiones en vivo de "Turn the Page" cuentan con el sonido de un lúgubre melotrón y una parte de saxofón tocada por el fundador de la agrupación Silver Bullet Alto Reed. Tom Weschler supuestamente ayudó a Reed para crear la melodía de apertura. Durante la grabación Weschler dijo a Reed: "Alto, piensa de esta manera: Estás en Nueva York, en Bowery. Son las tres de la mañana. Estás bajo una farola. Hay una ligera niebla desciendo. Estás tú solo. Muéstrame como suena". Tras esto, Reed tocó la intro de "Turn the Page".

## Versiones
- Waylon Jennings versionó "Turn the Page" en su álbum del mismo nombre (Turn the Page) en 1985, fue la primera vez que Jennings estaba libre de drogas dentro de los últimos veinte años.
- Metallica después de grabar la canción como el primer sencillo de su álbum de 1998 Garage Inc., alcanzaron el puesto #1 en del Mainstream Rock Tracks de Billboard durante 11 semanas consecutivas,[3] siendo el mayor número de semanas que Metallica ha estado en el primer puesto. El baterista Lars Ulrich había escuchado la canción original mientras conducía su auto a través del puente Golden Gate y más tarde comentó que él pensaba "Si James lo toma".[4] Metallica se tomó el mismo tempo que Seger en grabarla, pero con un sonido más pesado, la parte del saxofón se sustituye por una línea aguda de guitarra con slide tocada por Kirk Hammett y James Hetfield tocando un solo de guitarra antes de la última ejecución a través del coro. El video musical de Metallica para la canción fue dirigido por Jonas Akerlund, es sobre la vida de una estríper que se prostituye mientras está tratando de criar a una niña, la mujer es interpretada por la actriz porno Ginger Lynn Allen.[5]
- La canción también fue interpretada por el cantante de rock australiano Jon English, del grupo de rock holandés Golden Earring.
- El compositor y cantante Marshall Chapman también versionó la canción en su álbum de 1978 Jaded Virgen.
- Bon Jovi la ha interpretado en vivo en varias ocasiones.
- Kid Rock incluyó la canción como un demo en sus sesiones en el White Room Estudios en 1995, pero fue omitido del álbum Early Mornin Stoned Pimp. La versión de Kid Rock incluye la versión original superpuesta. Él la tocó junto a Metallica en el Summer Sanitarium Tour 2000. Se versionó también con Jamey Johnson en DTE Energy Music Theatre en agosto de 2010, entrando Bob Seger a escena cantando la última línea de la canción.
- Sage Francis grabó la canción para su álbum de 2001 Personal Journals, con letra ligeramente alterada. La letra del coro y título de la canción fue cambiado a "My Name is Strange".
- El grupo Staind con frecuencia interpreta esta canción en vivo, y su vocalista y guitarrista Aaron Lewis ejecuta el solo de guitarra con solo una guitarra acústica.
- La banda Muusik Seif de Estonia, liderada por Tõnis Mägi, interpretó la canción en idioma estonio como "Olen valind tee" ([I've] chosen a way), en su álbum de 1983 "Mäe Kaks Nõlva" (Los dos lados de una montaña).

## Influencias
Jon Bon Jovi ha afirmado que la canción fue una gran influencia sobre él y Richie Sambora cuando estaban escribiendo su canción "Wanted Dead or Alive" de 1986.